# Void Linux
Void Linux — це дистрибутив GNU/Linux, який використовує пакетний менеджер Xbps, який розроблений з нуля та використовує систему ініціалізації runit. Базове завантаження повністю складається з вільного програмного забезпечення, але користувачі можуть отримати доступ до невільного офіційного репозиторію для завантаження власницького програмного забезпечення.

## Історія
Void Linux був створений 2008 року Хуаном Ромеро Пардінесом, колишнім розробником NetBSD, як тестовий майданчик для менеджера пакетів Xbps. Можливість збирати пакунки з вихідного коду за допомогою xbps-src, ймовірно, натхненна pkgsrc та іншими колекціями портів BSD.
2018 року основна команда перенесла проєкт та сховище коду на новий вебсайт після того, як від керівника проєкту не було жодної звістки протягом кількох місяців.
Станом на квітень 2022 року Void є третім за рейтингом проєктом на DistroWatch з оцінкою 9,09 з 10.

## Можливості
Void використовує runit як свою систему ініціалізації з липня 2014 року, якісно відрізняючи себе від інших дистрибутивів Linux, які переважно наразі використовують сумнозвісний systemd, який використовується у таких дистрибутивах як Arch Linux, CentOS, Debian, Fedora, Mageia та Ubuntu. Void — перший дистрибутив, який за стандартними налаштуваннями включає бібліотеку LibreSSL як системну криптографічну бібліотеку. Командою розробників було оголошено відмову від використання LibreSSL на користь OpenSSL з 5 березня 2021. Він також унікальний серед дистрибутивів тим, що окремі інсталяційні носії доступні з використанням стандартної бібліотеки мови C як glibc, так і з використанням musl.
Завдяки Rolling release, Void Linux постійно оновлюється, а бінарні оновлення містять останню версію. Вихідні пакети доступні на GitHub, і можуть бути скомпільовані з використанням сценарію, що додається. Процес складання не пов'язаний із поточною системою. Також можна запустити складання зовнішніх архітектур.
З квітня 2017 року Void Linux підтримує Flatpak, який дозволяє встановлювати останні версії пакетів з репозиторіїв upstream.

У лютому 2023 року Джессі Сміт з DistroWatch сказав: 
|  | Дистрибутив Void є одним з найшвидших, найлегших і найчистіших дистрибутивів Linux, які я мав задоволення використовувати. У ньому все охайно, ефективно і напрочуд швидко працює |

, крім того: 
|  | Void має відносно невеликий репозиторій програмного забезпечення, але там є більшість ключових програм |

. Джессі Сміт похвалив швидке завантаження, завдяки системі ініціалізації runit, але розкритикував недостатність документації та тестувань на помилки. Офіційна вікі — це база даних, створена і підтримувана користувачами VoidLinux. Додатково слід звертатися до документації для отримання найбільш актуальної інформації.

## Видання
Образи Live містять установник, який пропонує інтерфейс користувача, заснований на ncurses. Оболонка root за замовчуванням — Dash.
На додаток є графічне середовище робочого столу XFCE. Інші графічні середовища повністю підтримуються Void Linux, але не пропонуються як демонстраційні/інсталяційні образи, щоб зменшити витрати, пов’язані з тестуванням.
Образи Live підтримують локальну інсталяцію (з пакетами, що входять до комплекту) або мережеву інсталяцію (пакети завантажуються з офіційного репозиторію). Можна увійти в ці зображення як anon або root, і пароль voidlinux. Щоб запустити програму встановлення, необхідно запустити утиліту void-installer із відповідними дозволами (наприклад, sudo void-installer). Щоб інсталювати пакети для робочого середовища, НЕ вибирайте «встановити з мережі», виберіть параметр «локальна інсталяція».
| Платформа            | Бібліотека C | Бібліотека C | Графічна оболонка |    |
| Платформа            | glibc        | musl         | Xfce              |    |
| -------------------- | ------------ | ------------ | ----------------- | -- |
| i686                 | Так          | Ні           | Так               |    |
| amd64                | Так          | Так          | Так               |    |
| Засновані на ARM     |              |              |                   |    |
| beaglebone           | Так          | Так          | Ні                | Ні |
| cubieboard 2         | Так          | Так          | Ні                | Ні |
| ODROID C2            | Так          | Так          | Ні                | Ні |
| Raspberry Pi 1/2/3/4 | Так          | Так          | Ні                | Ні |
| USB Armory           | Так          | Так          | Ні                | Ні |

## Форки
Void Linux for PowerPC/Power ISA (unofficial) — це відгалуження дистрибутива для архітектур PowerPC і Power ISA підтримувані платформи 32-bit, 64-bit. Void-ppc має власну інфраструктуру складання та окремий репозиторій пакетів. Доступні настановні носії з використанням glibc та musl. Супровід проекту Void Linux for PowerPC/Power ISA припинено в січні 2023 року.
Project Trident — перший дистрибутив, який базується на Void Linux (проект закритий).